# Aslanyurdu, Mazgirt
Aslanyurdu là một xã thuộc huyện Mazgirt, tỉnh Tunceli, Thổ Nhĩ Kỳ. Dân số thời điểm năm 2010 là 232 người.